# Pixie Williams
Pixie Williams (12 de julho de 1928 — Upper Hutt, 2 de agosto de 2013) foi uma cantora da Nova Zelândia.
Ficou conhecida pela canção Blue Smoke que gravou em 1949, sendo a número 1 nas paradas da Nova Zelândia por seis semanas. Morreu em Upper Hutt em 2 de agosto de 2013. Ela vinha sofrendo de Parkinson.